# The System Has Failed
The System Has Failed deseti je studijski album američkog thrash metal sastava Megadeth, objavljen 14. rujna 2004. godine. Njegov je drugi i posljednji studijski album koji je objavila diskografska kuća Sanctuary Records. The System Has Failed bio je prvi objavljeni album grupe nakon što se Mustaineova ruka oporavila od ozljede iz 2002. godine zbog koje nije mogao svirati gitaru. Također je i prvi od tri Megadethova uratka na kojima se nije pojavio izvorni basist i suosnivač, David Ellefson. Na albumu se pojavljuju studijski glazbenici, među kojima je i bivši Megadethov gitarist Chris Poland. Međutim, Poland je svirao solističke dionice i dijelove za glavnu gitaru samo kako bi ispunio svoj dio ugovora te se nije pridružio skupini. Do danas je jedini Megadethov album na kojem je jedini potvrđeni član sastava bio Mustaine.
The System Has Failed dobio je pozitivne kritike i debitirao je na 18. mjestu ljestvice Billboard 200. Album se uglavnom smatralo povratkom sastava u formu nakon objavljivanja komercijalno pristupačnijih albuma tijekom 1990-ih. Singlovi "Die Dead Enough" i "Of Mice and Men" bili su objavljeni 2004., a "The Scorpion" 2005. godine. Skladba "Back in the Day" 2005. se godine pojavila u epizodi Patka Frke "U svemiru te nitko ne može čuti kako rokaš", u kojoj je animirana inačica grupe svirala pjesmu.

## Pozadina i snimanje
Godine 2002. frontmen Dave Mustaine najavio je da raspušta Megadeth zbog ozljede ruke koja ga je sprječavala u sviranju gitare. U priopćenju za tisak 3. travnja 2002. izjavio je da su mu doktori rekli da će mu biti potrebno otprilike godinu dana da se oporavi od ozljede. Međutim, nije bilo sigurno koliko će to biti velik oporavak. Mustaine je napomenuo da se nada da će opet moći svirati gitaru. Naknadno se uspio oporaviti nakon nekoliko mjeseci fizičke terapije.
Album je bio snimljen u Oceanway and Emerald Entertainmentu u Nashvilleu, Tennesseeu i Phase Four Studiosu u Tempeu, Arizoni. U promidžbenoj je izjavi Sanctuary Recordsa, tadašnje Megadethove diskografske kuće, Mustaine pojasnio da je snimanje albuma bilo "oslobađajuće" jer je imao više kontrole nad njime nego što je ikad imao nad bilo kojim albumom od snimanja prvih dvaju Megadethovih uradaka. Mustaine je također napomenuo da je u početku pristupio albumu na opušten način, radeći na njemu tri sata po noći, četiri dana u tjednu.
Iako je izvorno trebao biti Mustaineov samostalni uradak, albumu je bilo dodijeljeno Megadethovo ime zbog ugovornih obveza s Mustaineovom izdavačkom kućom. Mustaine je bio producent albuma s Jeffom Baldingom, koji je prethodno bio inženjer zvuka na Cryptic Writingsu i Risku. Nakon što je ponovo okupio Megadeth, Mustaine je kontaktirao s basistom i suosnivačem Davidom Ellefsonom i upitao ga bi li želio nastaviti svirati bas-gitaru za skupinu. Međutim, taj je plan bio neuspješan; Ellefson je izjavio da Mustaine nije želio raspoređivati financije "onako kako je to činio u vrijeme raspada grupe" i odbio se vratiti Megadethu.

### Naslovnica
Naslovnicu je dizajnirao Mike Learn te se na njoj Vic Rattlehead nalazi na podiju ispred zgrade Vrhovnog suda Sjedinjenih Američkih Država s kojeg presudu "nije kriv" prodaje tadašnjem američkom predsjedniku Georgeu W. Bushu. Hillary Clinton salutira pored bivšeg predsjednika Billa Clintona. Iza predsjednika Busha potpredsjednik Dick Cheney drži kofer s natpisom "plan B". Iza Cheneyja nalazi se nekoliko službenika iz Bushove administracije: tadašnja savjetnica za nacionalnu sigurnost (i poslije državna tajnica) Condoleezza Rice, tajnik za obranu Donald Rumsfeld i ministar pravosuđa John Ashcroft. Novčanice od 100 dolara na prednjoj strani prikazuju lice Vica Rattleheada umjesto lica Benjamina Franklina.

## Objava i promidžba
The System Has Failed 14. rujna 2004. godine objavio je Sanctuary Records. Tri dana prije, 11. rujna, album je bio dostupan za slušanje na stranici programa VH1. Album je debitirao na 18. mjestu ljestvice Billboard 200 jer je u prvom tjednu objave bio prodan u 46.000 primjeraka. Do prosinca 2007. The System Has Failed bio je prodan u 196.000 primjeraka u SAD-u. Album je uspio ući u top 20 na ljestvicama u ostalim državama kao što su Kanada, Finska i Švedska.
Budući da mu je i dalje bio potreban sastav s kojim bi otišao na turneju, Mustaine je unajmio dugogodišnjeg bubnjara Nicka Menzu te novopridošlice: Jamesa MacDonougha (na bas-gitari) i Glena Drovera (na gitari). Međutim, samo pet dana prije početka turneje, Menza je bio poslan kući. Njegovo je mjesto zauzeo Shawn Drover, brat tada nedavno unajmljenog gitarista Glena Drovera. Promidžbena turneja za album, Blackmail the Universe Tour, započela je 23. listopada 2004. u Renu, Nevadi te je tijekom nje predgrupa bila Earshot. Ova je turneja također dovela i do objave dvostrukog koncertnog albuma That One Night: Live in Buenos Aires, objavljenog 2007. godine.
Dva glazbena spota bila su snimljena za promidžbu albuma. Prvi je bio za pjesmu "Die Dead Enough", koji je režirao Thomas Mignone. Drugi je spot bio za skladbu "Of Mice and Men". U tom je videozapisu prikazana svirka tada nove Megadethove postave. Velik dio spota bio je snimljen 20. siječnja 2005. u Los Angelesu. Mnogi su se obožavatelji pojavili kako bi se pojavili u njemu uz pomoć natječaja koji je organizirao Sanctuary Records. Treći je video bio načinjen 2005. godine za "Back in the Day", ali nije bio objavljen do 15. rujna 2014., kako bi se proslavilo deset godina od objave albuma. "Back in the Day" također se pojavio u epizodi televizijskog crtića Patak Frka. Epizoda u kojoj se pjesma pojavila, "U svemiru te nitko ne može čuti kako rokaš", bila je emitirana 4. studenog 2005. nakon odgode od tjedan dana.
Remasterirana inačica ovog albuma, kao i The World Needs A Hera, bit će ponovno objavljena na CD-u, gramofonskoj ploči i u inačici za digitalno preuzimanje 15. veljače 2019. godine.

## Skladbe
"Die Dead Enough" bio je glavni singl s The System Has Faileda. Mustaine ju je skladao nakon što je bio zamoljen da sklada pjesmu za film Tomb Raider II, ali je ponuđeni budžet za snimanje bio prenizak, pa je dogovor prestao važiti. Kasnije se skladba trebala pojaviti u filmu Slagalica strave, ali se na koncu nije pojavila iz nepoznatih razloga. Nakon toga bio je objavljen spot za pjesmu "Of Mice and Men". "Kick the Chair" bio je objavljen u inačici za besplatno promidžbeno preuzimanje preko Megadethove web-stranice u svibnju 2004., nekoliko mjeseci prije objave albuma. Za ovu je inačicu pjesme Mustaine izjavio da je završni miks, ali da je različita od masterirane inačice koja će se pojaviti na albumu. Mustaine je napisao "Tears in a Vial" ubrzo nakon raspuštanja Megadetha 2002. godine te govori o mijenjanju uspjeha za sreću. Sljedeća skladba na albumu, "I Know Jack", zapravo je instrumental koji sadrži sampl poznatog odgovora teksaškog senatora Lloyda Bentsena senatoru Indiane, Danu Quayleu, tijekom potpredsjedničke debate 1988. godine. "Shadow of Deth" sadrži Mustaineovo recitiranje Psalma 23. Latinska fraza na početku pjesme, "Auxilium meum a Domino", prevodi se kao "Moja pomoć dolazi od Gospodina."

## Popis pjesama
Tekstovi: Dave Mustaine, osim za pjesmu "Shadow of Deth", čiji je tekst preuzet iz Davidovog Psalma 23, glazba: Mustaine.
| 1.    | »Blackmail the Universe« | 4:33 |
| 2.    | »Die Dead Enough«        | 4:18 |
| 3.    | »Kick the Chair«         | 3:58 |
| 4.    | »The Scorpion«           | 5:59 |
| 5.    | »Tears in a Vial«        | 5:22 |
| 6.    | »I Know Jack«            | 0:41 |
| 7.    | »Back in the Day«        | 3:28 |
| 8.    | »Something That I'm Not« | 5:07 |
| 9.    | »Truth Be Told«          | 5:40 |
| 10.   | »Of Mice and Men«        | 4:05 |
| 11.   | »Shadow of Deth«         | 2:15 |
| 12.   | »My Kingdom«             | 3:04 |
| 48:30 |                          |      |

## Recenzije
The System Has Failed uglavnom je dobio pozitivne kritike te su neki recenzenti opisali album kao povratak u formu. AllMusicov Jason Birchmeier komentirao je da Megadeth nije zvučao ovako energično od Countdown to Extinctiona te je spomenuo da je album "prokleto blizu savršenstvu". Recenzent Brave Words & Bloody Knucklesa Martin Popoff opisao je album mješavinom nekolicine prethodnih uradaka i pohvalio je nekoliko skladbi na njemu. Popoff je izjavio da je jedina mana albuma ta što je Mustaine svirao samo sa studijskim glazbenicima. Jeff Kerby iz KNAC-a napisao je pozitivnu, pomalo sarkastičnu recenziju, kao i detaljne komentare o svakoj skladbi. David E. Gehlke uz Blisteringa izjavio je da je ovaj album bio "topao povratak" unatoč tome što su Mustaineovi najbolji dani prošli; iako album nije uspio zahvatiti slavu prethodnika, solidan je i pouzdan metal album. U dodatku Gehlke je napomenuo da su Mustaineovi vokali "snažni kao i uvijek", ali je oštro kritizirao album zbog manjka ikakvih "snažnih thrash skladbi". Mišljenje Neila Arnolda iz Metal Forcesa bilo je malo drugačije te je ovom uratku pripisao povratak Megadetha "na pravi put". Pohvalio je njegovu naslovnicu, koja ga je podsjetila na grafiku iz 1980-ih. Još se jedna pozitivna recenzija pojavila u Entertainment Weeklyju. Recenzentica Nancy Miller nazvala je The System Has Failed Megadethovim najboljim albumom od Rust in Peacea iz 1990. godine i pohvalila je Mustaineovu suradnju s Polandom, nazvavši rezultat "odličnim".
Usprkos tome što su kritike uglavnom bile naklonjene albumu, nisu sve recenzije bile potpuno pozitivne. Tom Day iz musicOMHa imao je podijeljeno mišljenje o uratku. Day je nazvao "Die Dead Enough" "komadićem klasičnog 'Detha", ali je napomenuo da je imala prizvuk glavne struje. Kasnije je u svojoj recenziji napomenuo da se sa skladbom "Shadow of Deth" činilo da je Mustaineu ponestalo ideja. Nick Lancaster iz Drowned in Sounda također nije bio entuzijastičan oko albuma, izjavivši da je "težak slučaj St. Angerovog sindroma". Međutim, dodao je da "su prisutni povremeni trenutci stare magije, ali vrlo su rijetki".

## Zasluge
| Megadeth - Dave Mustaine – vokali, gitara, produkcija, snimanje, koncept naslovnice Studijski glazbenici - Chris Poland – gitara - Jimmie Lee Sloas – bas-gitara - Vinnie Colaiuta – bubnjevi Ostalo osoblje - Mike Learn – naslovnica - Adam Ayan – mastering - David Bryant – pomoćni inženjer zvuka, dodatno snimanje - Scott Kidd – pomoćni inženjer zvuka - Jesse Amend – pomoćni inženjer zvuka - Jed Hackett – pomoćni inženjer zvuka, dodatno snimanje, uređivanje - John Saylor – dodatno snimanje - Mark Hagen – uređivanje - Jeff Balding – produkcija, snimanje, miksanje - t42design – dizajn | Dodatni glazbenici - Lance Dean – dodatni vokali (na skladbama 2, 7 i 9), pomoćni inženjer zvuka - Scott Harrison – dodatni vokali (na skladbama 7 i 9) - Eric Darken – udaraljke - Tim Akers – klavijature (na skladbama 1, 7, 8, 9, 10 i 11) - Chris Rodriguez – prateći vokali - Celeste Amber Montague – dodatni vokali ("reporterka" na prvoj skladbi) - Darien Bennett – dodatni vokali ("general" na prvoj skladbi) - Ralph Patlan – dodatni vokali ("političar" na skladbama 1, 7 i 9), pomoćni inženjer zvuka - Michael Davis – efekti - Charlie Judge – klavijature (na skladbama 2 i 4) - Jonathan Yudkin – gudački instrumenti (na skladbama 4, 5 i 9), bendžo (na skladbi 8) - Justis Mustaine – recitiranje (na skladbi 8) - Robert Venable – dodatni vokali (na skladbama 2, 7 i 9) |